# Canadian Open 2015
Il Canadian Open 2015, ufficialmente Rogers Cup presented by National Bank (in francese: Coupe Rogers présentée par Banque Nationale) o più semplicemente Rogers Cup 2015 per motivi di sponsorizzazione, è stato un torneo di tennis giocato sul cemento. È la 125ª edizione del torneo maschile e la 114ª di quello femminile, che fa parte della categoria ATP World Tour Masters 1000 nell'ambito dell'ATP World Tour 2015, e della categoria WTA Premier 5 nell'ambito del WTA Tour 2015. Il torneo femminile si è giocato al Rexall Centre di Toronto, quello maschile all'Uniprix Stadium di Montréal, entrambi dal 10 al 16 agosto 2015.

## Partecipanti ATP

### Teste di serie
| Nazionalità | Giocatore          | Ranking* | Testa di serie |
| ----------- | ------------------ | -------- | -------------- |
| Serbia      | Novak Đoković      | 1        | 1              |
| Regno Unito | Andy Murray        | 3        | 2              |
| Svizzera    | Stan Wawrinka      | 4        | 3              |
| Giappone    | Kei Nishikori      | 5        | 4              |
| Rep. Ceca   | Tomáš Berdych      | 6        | 5              |
| Croazia     | Marin Čilić        | 8        | 6              |
| Spagna      | Rafael Nadal       | 9        | 7              |
| Canada      | Milos Raonic       | 10       | 8              |
| Francia     | Gilles Simon       | 11       | 9              |
| Francia     | Jo-Wilfried Tsonga | 12       | 10             |
| Francia     | Richard Gasquet    | 13       | 11             |
| Sudafrica   | Kevin Anderson     | 14       | 12             |
| Belgio      | David Goffin       | 15       | 13             |
| Bulgaria    | Grigor Dimitrov    | 16       | 14             |
| Francia     | Gaël Monfils       | 17       | 15             |
| Stati Uniti | John Isner         | 18       | 16             |

* Le teste di serie sono basate sul ranking al 3 agosto 2015

### Altri partecipanti
I seguenti giocatori hanno ricevuto una wild card per il tabellone principale:
- Philip Bester
- Frank Dancevic
- Filip Peliwo
- Vasek Pospisil

I seguenti giocatori sono passati dalle qualificazioni:

- Chung Hyeon
- Aleksandr Dolhopolov
- Ernests Gulbis
- Denis Kudla
- Lu Yen-hsun
- Donald Young
- Mikhail Youzhny

I seguenti giocatori sono entrati come Lucky loser:
- Nicolas Mahut

## Partecipanti WTA

### Teste di serie
| Nazionalità | Giocatrice           | Ranking* | Testa di serie |
| ----------- | -------------------- | -------- | -------------- |
| Stati Uniti | Serena Williams      | 1        | 1              |
| Romania     | Simona Halep         | 3        | 2              |
| Rep. Ceca   | Petra Kvitová        | 4        | 3              |
| Danimarca   | Caroline Wozniacki   | 5        | 4              |
| Serbia      | Ana Ivanović         | 6        | 5              |
| Polonia     | Agnieszka Radwańska  | 7        | 6              |
| Rep. Ceca   | Lucie Šafářová       | 8        | 7              |
| Spagna      | Garbiñe Muguruza     | 9        | 8              |
| Spagna      | Carla Suárez Navarro | 10       | 9              |
| Rep. Ceca   | Karolína Plíšková    | 11       | 10             |
| Russia      | Ekaterina Makarova   | 12       | 11             |
| Svizzera    | Timea Bacsinszky     | 13       | 12             |
| Germania    | Angelique Kerber     | 14       | 13             |
| Stati Uniti | Venus Williams       | 15       | 14             |
| Italia      | Sara Errani          | 16       | 15             |
| Germania    | Andrea Petković      | 17       | 16             |

* Le teste di serie sono basate sul ranking al 3 agosto 2015

### Altre partecipanti
Le seguenti giocatrici hanno ricevuto una wild card per il tabellone principale:
- Françoise Abanda
- Gabriela Dabrowski
- Simona Halep
- Carol Zhao

Le seguenti giocatrici sono passate dalle qualificazioni:

- Polona Hercog
- Mónica Puig
- Mirjana Lučić-Baroni
- Lesja Curenko
- Carina Witthöft
- Heather Watson
- Mariana Duque Mariño
- Yanina Wickmayer
- Misaki Doi
- Anna Tatišvili
- Ol'ga Govorcova
- Irina Falconi

La seguente giocatrice è entrata come lucky loser:
- Julia Görges

## Punti e montepremi

### Distribuzione punti
| Evento              | V    | F   | SF  | QF  | 3T  | 2T | 1T  | Q   | Q2  | Q1  |
| Singolare maschile  | 1000 | 600 | 360 | 180 | 90  | 45 | 10  | 25  | 16  | 0   |
| Doppio maschile     | 1000 | 600 | 360 | 180 | 90  | 0  | N/A | N/A | N/A | N/A |
| Singolare femminile | 900  | 585 | 350 | 190 | 105 | 60 | 1   | 30  | 20  | 1   |
| Doppio femminile    | 900  | 585 | 350 | 190 | 105 | 1  | N/A | N/A | N/A | N/A |

### Distribuzione premi in denaro
Il montepremi complessivo ammonta a 5.586.990 $. Il montepremi dei singoli eventi ammonta invece a 3.146.920 $ per quanto riguarda il torneo maschile, mentre a 2.440.070 $ per quanto riguarda quello femminile.
| Evento              | V         | F         | SF        | QF       | 3T       | 2T       | 1T       | Q2      | Q1      |
| Singolare maschile  | 598.900 $ | 293.650 $ | 147.800 $ | 75.155 $ | 39.025 $ | 20.575 $ | 11.110 $ | 2.560 $ | 1.305 $ |
| Singolare femminile | 467.300 $ | 227.000 $ | 113.770 $ | 54.170 $ | 26.090 $ | 13.370 $ | 7.215 $  | 2.770 $ | 1.675 $ |
| Doppio maschile1    | 185.470 $ | 90.800 $  | 45.550 $  | 23.380 $ | 12.080 $ | 6.370 $  | N/A      | N/A     | N/A     |
| Doppio femminile1   | 133.700 $ | 67.530 $  | 33.430 $  | 16.830 $ | 8.530 $  | 4.210 $  | N/A      | N/A     | N/A     |

1 Per team

## Campioni

### Singolare maschile
Andy Murray ha sconfitto in finale  Novak Đoković per 6–4, 4–6, 6–3.
- È il trentacinquesimo titolo in carriera per Murray, terzo in Canada e quarto del 2015.

### Singolare femminile
Belinda Bencic  ha sconfitto in finale  Simona Halep che si è ritirata sul punteggio di 7–6(5), 6(4)–7, 3–0 ritirata.
- È il secondo titolo in carriera e del 2015 per la Bencic.

### Doppio maschile
Bob Bryan /  Mike Bryan hanno sconfitto in finale  Daniel Nestor /  Édouard Roger-Vasselin per 7–6(5), 3–6, [10–6].

### Doppio femminile
Bethanie Mattek-Sands /  Lucie Šafářová hanno sconfitto in finale  Caroline Garcia /  Katarina Srebotnik per 6–1, 6–2.